# Neodon juldaschi
Neodon juldaschi es una especie de roedor de la familia Cricetidae.

## Distribución geográfica
Se encuentra en Afganistán, China, Pakistán, Rusia y Tayikistán. 